# Bloc national syndical
Le Blocul National Sindical (BNS - Bloc national syndical) est une confédération syndicale roumaine fondée en 1991 et affiliée à la Confédération syndicale internationale et à la Confédération européenne des syndicats